# Jouy-en-Pithiverais
 Jouy-en-Pithiverais  es una población y comuna francesa, situada en la región de Centro, departamento de Loiret, en el distrito de Pithiviers y cantón de Outarville.

## Demografía
| 290 | 258 | 208 | 187 | 240 | 241 |
| Para los censos de 1962 a 1999 la población legal corresponde a la población sin duplicidades (Fuente: INSEE [Consultar]) |     |     |     |     |     |